# رودريغو فيرو
رودريغو فيرو هو طبيب إكوادوري، ولد في 1930 في أمباتو في الإكوادور.